# Robert H. Jackson
Robert H. Jackson (13 de febrero de 1892 - 9 de octubre de 1954) fue fiscal general de los Estados Unidos, juez de la Corte Suprema de los Estados Unidos y promotor federal fiscal durante el juicio principal de los Procesos de Núremberg.

## Biografía
Nació en el poblado de Spring Creek, en Pensilvania y se trasladó a estudiar derecho a Nueva York en 1909. Pasó su examen de la BAR en 1913. Fue nominado por Franklin Delano Roosevelt a puestos oficiales en 1934. Dos años después, en 1936, entró a trabajar en la Fiscalía General de los Estados Unidos, primero como subdirector y en 1938 hasta 1940 como Fiscal Jefe, representando los intereses del gobierno federal ante la Corte Suprema. 

### Juicio de Núremberg
En 1940 reemplazó a Frank Murphy como juez asociado en la Corte Suprema, hasta que fue enviado por Roosevelt, como representante de los Estados Unidos, a la reunión entre las potencias aliadas que dio nacimiento a la Carta de Londres. Ésta fue hecha pública el 9 de agosto de 1945, por la cual se instituía un Tribunal Penal Militar Internacional con el fin de castigar los crímenes del nazismo. Eligió como sede del juicio la semidestruida ciudad de Núremberg por ser representativa de las grandes manifestaciones del nazismo en el periodo previo a la Segunda Guerra Mundial. También le dio un carácter plenamente basado en el derecho penal internacional a los acusados quienes tenían derecho a un abogado y a defenderse de las acusaciones.

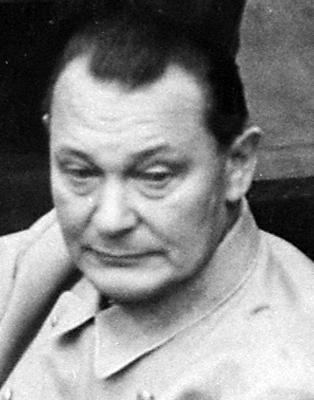
Hermann Göring durante los juicios de Núremberg, fue un difícil caso para Jackson.

Trabajó con gran vigor y ahínco con el fin de establecer las acusaciones, demostrar y hacer castigar a la maquinaria de destrucción y muerte creada bajo el gobierno de Hitler. Como apoyo administrativo le fue asignada la secretaria jurista Elsie Douglas.
Entre sus acusados estaba un recuperado Hermann Göring, quien contendió intelectualmente contra todos sus argumentos en la fase inicial del proceso debilitando notablemente la fuerza de la acusación en su contra e hizo que Jackson (quien estuvo a punto de declararse incompetente); sin embargo, se replanteó en la forma de exponer las evidencias consolidando su posición. Su nueva forma de exponer argumentos y su iniciativa de presentar testigos supervivientes de los campos de concentración, lo hizo famoso. 
Favoreció en cierto modo a Albert Speer, pese a que las pruebas acumuladas en su contra lo hacían candidato a la pena de muerte.
Las innegables pruebas de los inconmensurables crímenes del nazismo quedaron de manifiesto en las sentencias dictada por el Tribunal.

### Post juicio
Después de Núremberg, Jackson regresó como juez a la Corte Suprema y continuó haciendo gestión en las decisiones que involucran los Derechos Civiles, la integración racial y los derechos religiosos de las personas. 
Pese a su gran trabajo, no prosiguió su labor con posterioridad al gran juicio en las causas menos públicas, puesto que el presidente Roosevelt le había prometido off the record nominarlo como presidente de la Corte Suprema. Ante la muerte del presidente, su sucesor Harry S. Truman no respetó la voluntad de su predecesor y nominó en su lugar a Fred M. Vison. Con posterioridad a esto, se embarcó en una muy publicitada y amarga contención polémica con su contrincante a la corte Hugo Black. Murió debido a complicaciones cardíacas a los 62 años en Washington. 

### Legado
Después de su muerte, se creó en Jamestown, NY,  en 1956 el Centro Robert H. Jackson que preserva la historia, los logros legales, principios jurídicos y valores que impulsó Jackson en vida.
Su rol durante el Juicio de Núremberg fue interpretado magistralmente en el cine por Alec Baldwin en la película para televisión Núremberg.